# Абдул Хамід Караме
Абдул Хамід Караме (араб. عبد الحميد كرامي; 23 жовтня 1890 — 23 листопада 1950) — ліванський політик, прем'єр-міністр Лівану від січня до серпня 1945 року.

## Біографія
Походив з однієї з найвідоміших у Лівані родин мусульман-сунітів. Члени того роду традиційно обіймали посаду муфтія Триполі, Абдул Хамід не став виключенням, але від посади його усунула французька окупаційна влада. Караме був одним з лідерів руху за незалежність Лівану.
У червні 1935 року в результаті особистого конфлікту Караме вбив іншого уродженця Триполі — Абдула Маджида Мукаддама, втім його виправдали, оскільки суд визнав його дії самообороною. Адвокатом Караме на тому судовому процесі був майбутній президент Лівану Бішара ель-Хурі.
Абдул Хамід Караме обіймав посаду прем'єр-міністра й міністра фінансів Лівану від 10 січня до 20 серпня 1945 року. Його сини, Рашід та Омар також неодноразово обіймали посаду голови уряду Лівану.